# Füzesabony
Füzesabony – miasto na Węgrzech, w Komitacie Heves, siedziba władz powiatu Füzesabony.